# Copa dos Campeões de 2001
A Copa dos Campeões de 2001 foi a segunda edição deste torneio, que foi uma competição nacional oficial da CBF, e tinha como objetivo determinar o quarto representante do Brasil na Copa Libertadores de 2002.
Teve como vencedor o Flamengo, que derrotou na final o São Paulo pelo placar agregado de 7 x 6.

## Participantes
| Clube           | Meio de classificação            |
| --------------- | -------------------------------- |
| Bahia           | Campeão da Copa Nordeste         |
| Corinthians     | Campeão do Campeonato Paulista   |
| Coritiba        | Vice-campeão da Copa Sul-Minas   |
| Cruzeiro        | Campeão da Copa Sul-Minas        |
| Flamengo        | Campeão do Campeonato Carioca    |
| Goiás           | Campeão da Copa Centro-Oeste     |
| São Paulo       | Campeão do Torneio Rio-São Paulo |
| São Raimundo-AM | Campeão da Copa Norte            |
| Sport           | Vice-campeão da Copa Nordeste    |

## Regulamento
Houve uma fase preliminar, em que 3 equipes (campeões da Copa Centro-Oeste e Copa Norte, e o vice-campeão do Campeonato do Nordeste) disputavam entre si, em um único turno, duas vagas para as quartas de final. 
As quartas de final, as semifinais e a final eram em duas partidas. O campeão garantiu vaga na Libertadores de 2002.
No triangular, os times disputavam um jogo em sua cidade e outro fora; no mata-mata, os jogos ocorreram no Rei Pelé, em Maceió, ou no Almeidão, em João Pessoa.

## Fase preliminar

### 1ª rodada
| 5 de junho de 2001 21h30 | Sport | 0 – 0 | São Raimundo-AM | Ilha do Retiro, Recife |
|                          |       |       |                 |                        |

### 2ª rodada
| 8 de junho de 2001 20h30 | Goiás | 3 – 3 | Sport | Serra Dourada, Goiânia |
|                          |       |       |       |                        |

### 3ª rodada
| 15 de junho de 2001 20h30 | São Raimundo-AM | 2 – 1 | Goiás | Vivaldão, Manaus |
|                           |                 |       |       |                  |

### Classificação
| Classificação à Primeira Fase                                                                                                | Classificação à Primeira Fase | Classificação à Primeira Fase | Classificação à Primeira Fase | Classificação à Primeira Fase | Classificação à Primeira Fase | Classificação à Primeira Fase | Classificação à Primeira Fase | Classificação à Primeira Fase | Classificação à Primeira Fase |
| Times | Times                         | Pts                           | J                             | V                             | E                             | D                             | GP                            | GC                            | SG                            |
| --- | ----------------------------- | ----------------------------- | ----------------------------- | ----------------------------- | ----------------------------- | ----------------------------- | ----------------------------- | ----------------------------- | ----------------------------- |
| 1 | São Raimundo-AM               | 4                             | 2                             | 1                             | 1                             | 0                             | 2                             | 1                             | 1                             |
| 2 | Sport                         | 2                             | 2                             | 0                             | 2                             | 0                             | 3                             | 3                             | 0                             |
| 3 | Goiás                         | 1                             | 2                             | 0                             | 1                             | 1                             | 4                             | 5                             | -1                            |
| Pts – Pontos ganhos; J – Jogos; V - Vitórias; E - Empates; D - Derrotas; GP – Gols pró; GC – Gols contra; SG – Saldo de gols |                               |                               |                               |                               |                               |                               |                               |                               |                               |

|  |                                |
|  | Classificados à Primeira Fase. |

## Fase Final

### Cruzamentos
|  | Quartas de Final | Quartas de Final | Quartas de Final | Quartas de Final |   |          | Semifinais | Semifinais | Semifinais | Semifinais |  |           | Final | Final | Final | Final |  |  |
|  |                  |                  |                  |                  |   |          |            |            |            |            |  |           |       |       |       |       |  |  |
|  |                  |                  |                  |                  |   |          |            |            |            |            |  |           |       |       |       |       |  |  |
|  | Corinthians      | 0                | 0                | 0                |   |          |            |            |            |            |  |           |       |       |       |       |  |  |
|  | Coritiba         | 1                | 2                | 3                |   |          |            |            |            |            |  |           |       |       |       |       |  |  |
|  | Coritiba         | 1                | 2                | 3                |   | Coritiba | 0          | 1          | 1          |            |  |           |       |       |       |       |  |  |
|  |                  |                  |                  |                  |   | Coritiba | 0          | 1          | 1          |            |  |           |       |       |       |       |  |  |
|  |                  | São Paulo        | 2                | 4                | 6 |          |            |            |            |            |  |           |       |       |       |       |  |  |
|  | São Paulo        | São Paulo        | 2                | 4                | 6 | 4        | 5          | 9          |            |            |  |           |       |       |       |       |  |  |
|  | São Paulo        |                  |                  |                  |   | 4        | 5          | 9          |            |            |  |           |       |       |       |       |  |  |
|  | Sport            | 2                | 0                | 2                |   |          |            |            |            |            |  |           |       |       |       |       |  |  |
|  | Sport            | 2                | 0                | 2                |   |          |            |            |            |            |  | São Paulo | 3     | 3     | 6     |       |  |  |
|  |                  |                  |                  |                  |   |          |            |            |            |            |  | São Paulo | 3     | 3     | 6     |       |  |  |
|  |                  | Flamengo         | 5                | 2                | 7 |          |            |            |            |            |  |           |       |       |       |       |  |  |
|  | Flamengo         | Flamengo         | 5                | 2                | 7 | 4        | 2          | 6          |            |            |  |           |       |       |       |       |  |  |
|  | Flamengo         |                  |                  |                  |   | 4        | 2          | 6          |            |            |  |           |       |       |       |       |  |  |
|  | Bahia            | 2                | 0                | 2                |   |          |            |            |            |            |  |           |       |       |       |       |  |  |
|  | Bahia            | 2                | 0                | 2                |   | Flamengo | 0          | 3          | 3          |            |  |           |       |       |       |       |  |  |
|  |                  |                  |                  |                  |   | Flamengo | 0          | 3          | 3          |            |  |           |       |       |       |       |  |  |
|  |                  | Cruzeiro         | 0                | 0                | 0 |          |            |            |            |            |  |           |       |       |       |       |  |  |
|  | Cruzeiro         | Cruzeiro         | 0                | 0                | 0 | 1        | 5          | 6          |            |            |  |           |       |       |       |       |  |  |
|  | Cruzeiro         |                  |                  |                  |   | 1        | 5          | 6          |            |            |  |           |       |       |       |       |  |  |
|  | São Raimundo-AM  | 0                | 1                | 1                |   |          |            |            |            |            |  |           |       |       |       |       |  |  |

### Fichas Técnicas das partidas

#### Quartas de final

##### Jogos de ida
| 23 de junho de 2001 16h00 | Flamengo                                          | 4 – 2    | Bahia                               | Almeidão, Paraíba                |
|                           | Reinaldo 06', 56' · Rocha 16' · Edilson 28' (pen) | Detalhes | Marcos Vinicius 21' · Carlinhos 92' | Árbitro: Paulo César de Oliveira |

| 23 de junho de 2001 16h00 | Corinthians | 0 – 1 | Coritiba    | Rei Pelé, Maceió              |
|                           |             |       | Enilton 29' | Árbitro: Carlos Eugênio Simon |

| 23 de junho de 2001 18h30 | Cruzeiro       | 1 – 0 | São Raimundo-AM | Almeidão, Paraíba                    |
|                           | Ricardinho 78' |       |                 | Árbitro: Alfredo dos Santos Loebling |

| 23 de junho de 2001 18h30 | São Paulo                                                | 4 – 2 | Sport                    | Rei Pelé, Maceió                |
|                           | Luis Fabiano 39', 89' · Fábio Simplicio 49' · França 51' |       | Leonardo 41' · Dutra 54' | Árbitro: Álvaro Azevedo Quelhas |

##### Jogos de volta
| 27 de junho de 2001 19h15 | Sport | 0 – 5 | São Paulo                                                           | Almeidão, Paraíba        |
|                           |       |       | Fábio Simplício 20' · Luis Fabiano 80' · Jean 86' · França 88', 91' | Árbitro: Wagner Tardelli |

| 27 de junho de 2001 19h15 | São Raimundo-AM | 1 – 5 | Cruzeiro                                                        | Rei Pelé, Maceió                 |
|                           | Sidnei 28'      |       | Marcelo Ramos 05', 39' · Ricardinho 09' · Sorín 12' · Oséas 67' | Árbitro: Paulo César de Oliveira |

| 27 de junho de 2001 21h45 | Coritiba                  | 2 – 0 | Corinthians | Almeidão, Paraíba             |
|                           | Evair 16' · Alexandre 90' |       |             | Árbitro: Carlos Eugênio Simon |

| 27 de junho de 2001 21h45 | Bahia | 0 – 2    | Flamengo          | Rei Pelé, Maceió                     |
|                           |       | Detalhes | Reinaldo 37', 43' | Árbitro: Alfredo dos Santos Loebling |

|  |                                              |
|  | *Em itálico, os classificados às Semifinais. |

#### Semifinais

##### Jogos de ida
| 30 de junho de 2001 16h00 | Coritiba | 0 – 2 | São Paulo                      | Almeidão, Paraíba                |
|                           |          |       | Fabiano 66' · Rogério Ceni 72' | Árbitro: Luciano Augusto Almeida |

| 30 de junho de 2001 16h00 | Flamengo | 0 – 0 | Cruzeiro | Rei Pelé, Maceió              |
|                           |          |       |          | Árbitro: Carlos Eugênio Simon |

##### Jogos de volta
| 4 de julho de 2001 21h45 | Cruzeiro | 0 – 3 | Flamengo                              | Almeidão, Paraíba                |
|                          |          |       | Petković 44' · Edilson 68' · Beto 89' | Árbitro: Paulo César de Oliveira |

| 4 de julho de 2001 21h45 | São Paulo                                                 | 4 – 1 | Coritiba    | Rei Pelé, Maceió              |
|                          | Fábio Simplício 10' · Luis Fabiano 67', 73' · Fabiano 91' |       | Enilton 16' | Árbitro: Carlos Eugênio Simon |

|  |                                        |
|  | *Em itálico, os classificados à Final. |

#### Final

##### Primeiro jogo[3]
| 8 de julho | São Paulo                                    | 3 – 5    | Flamengo                                                                 | Almeidão, João Pessoa-PB                 |
| 16:00      | Luís Fabiano 16', 71' · Rogério Pinheiro 59' | Detalhes | Edilson 14', 57' · Reinaldo 25' · Beto 36' · Rogério Pinheiro 79' (g.c.) | Público: 38,000 Árbitro: Luciano Almeida |

| São Paulo | Flamengo |

|                   |    |                      |                               |    |
|                   |    |                      |                               |    |
| G                 | 1  | Rogério Ceni         |                               |    |
| LD                | 2  | Belletti             |                               |    |
| Z                 | 3  | Rogério Pinheiro     |                               |    |
| Z                 | 4  | Jean                 |                               |    |
| LE                | 6  | Gustavo Nery         |                               |    |
| V                 | 5  | Alexandre Rotweiller |                               | a' |
| V                 | 8  | Douglas              | Penalizado com cartão amarelo |    |
| M                 | 7  | Fábio Simplício      |                               |    |
| M                 | 10 | Souza                |                               | b' |
| A                 | 11 | Luís Fabiano         |                               |    |
| A                 | 9  | França               |                               |    |
| Substituições:    |    |                      |                               |    |
| V                 | 17 | Carlos Miguel        | a'                            |    |
| M                 | 16 | Kaká                 | b'                            | c' |
| M                 |    | Júlio Baptista c'    |                               |    |
| Treinador:        |    |                      |                               |    |
| Nelsinho Baptista |    |                      |                               |    |

|                |    |               |                               |    |  |
|                |    |               |                               |    |  |
| G              | 1  | Júlio Cesar   |                               |    |  |
| LD             | 2  | Alessandro    |                               |    |  |
| Z              | 3  | Juan          |                               |    |  |
| Z              | 4  | Gamarra       |                               |    |  |
| LE             | 6  | Cássio        |                               |    |  |
| V              | 5  | Leandro Avila | Penalizado com cartão amarelo |    |  |
| V              | 9  | Rocha         |                               |    |  |
| M              | 7  | Beto          |                               |    |  |
| M              | 10 | Petković      | Penalizado com cartão amarelo | a' |  |
| A              | 8  | Reinaldo      |                               | b' |  |
| A              | 11 | Edilson       |                               |    |  |
| Substituições: |    |               |                               |    |  |
| LD             |    | Maurinho      | a'                            |    |  |
| M              |    | Fábio Augusto | b'                            |    |  |
| Treinador:     |    |               |                               |    |  |
| Zagallo        |    |               |                               |    |  |

##### Segundo jogo
| 11 de julho | Flamengo                | 2 – 3          | São Paulo                       | Rei Pelé, Maceió-AL                                |
| 21:45       | Juan 47' · Petković 58' | Detalhes Video | Kaká 39' · França 65' (pen) 88' | Público: 28,000 Árbitro: Márcio Rezende de Freitas |

| Flamengo | São Paulo |

|                |    |               |    |    |
|                |    |               |    |    |
| G              | 1  | Júlio Cesar   |    |    |
| LD             | 2  | Alessandro    |    |    |
| Z              | 3  | Juan          |    |    |
| Z              | 4  | Gamarra       |    |    |
| LE             | 6  | Cássio        |    |    |
| V              | 5  | Leandro Ávila |    | a' |
| V              | 9  | Rocha         |    |    |
| M              | 7  | Beto          |    |    |
| M              | 10 | Petković      |    |    |
| A              | 8  | Reinaldo      | b' |    |
| A              | 11 | Edilson       |    |    |
| Substituições: |    |               |    |    |
| V              |    | Jorginho      | a' |    |
| M              |    | Fábio Augusto | b' |    |
| Treinador:     |    |               |    |    |
| Zagallo        |    |               |    |    |

|                   |    |                      |                               |     |  |
|                   |    |                      |                               |     |  |
| G                 | 1  | Rogério Ceni         | Penalizado com cartão amarelo |     |  |
| LD                | 2  | Belletti             |                               |     |  |
| Z                 | 3  | Rogério Pinheiro     | Penalizado com cartão amarelo |     |  |
| Z                 | 4  | Jean                 | Penalizado com cartão amarelo |     |  |
| LE                | 6  | Gustavo Nery         |                               |     |  |
| V                 | 5  | Alexandre Rotweiller | Penalizado com cartão amarelo |     |  |
| V                 | 10 | Carlos Miguel        | Penalizado com cartão amarelo | a'  |  |
| M                 | 7  | Fábio Simplício      |                               | b'  |  |
| M                 | 8  | Kaká                 |                               |     |  |
| A                 | 11 | Luís Fabiano 59'     |                               |     |  |
| A                 | 9  | França               |                               |     |  |
| Substituições:    |    |                      |                               |     |  |
| M                 |    | Fabiano              | b'                            | 89' |  |
| M                 |    | Júlio Baptista       | a'                            |     |  |
| Treinador:        |    |                      |                               |     |  |
| Nelsinho Baptista |    |                      |                               |     |  |

## Campeão
| Campeão da Copa dos Campeões de 2001                   |
| ------------------------------------------------------ |
| Flamengo (1º título) conquistou vaga para Libertadores |

## Classificação final
| Classificação final | Classificação final | Classificação final | Classificação final | Classificação final | Classificação final | Classificação final | Classificação final | Classificação final | Classificação final |
| Pos | Times               | Pts                 | J                   | V                   | E                   | D                   | GP                  | GC                  | SG                  |
| --- | ------------------- | ------------------- | ------------------- | ------------------- | ------------------- | ------------------- | ------------------- | ------------------- | ------------------- |
| 1 | Flamengo            | 13                  | 6                   | 4                   | 1                   | 1                   | 16                  | 8                   | +8                  |
| 2 | São Paulo           | 15                  | 6                   | 5                   | 0                   | 1                   | 21                  | 10                  | +11                 |
| 3 | Coritiba            | 6                   | 4                   | 2                   | 0                   | 2                   | 4                   | 6                   | -2                  |
| 4 | Cruzeiro            | 3                   | 4                   | 1                   | 1                   | 2                   | 2                   | 7                   | -5                  |
| 5 | São Raimundo-AM     | 4                   | 4                   | 1                   | 1                   | 2                   | 3                   | 7                   | -4                  |
| 6 | Sport               | 2                   | 4                   | 0                   | 2                   | 2                   | 5                   | 12                  | -7                  |
| 7 | Corinthians         | 0                   | 2                   | 0                   | 0                   | 2                   | 0                   | 3                   | -3                  |
| 8 | Bahia               | 0                   | 2                   | 0                   | 0                   | 2                   | 2                   | 6                   | -4                  |
| 9 | Goiás               | 1                   | 2                   | 0                   | 1                   | 1                   | 4                   | 5                   | -1                  |
| Pts – Pontos ganhos; J – Jogos; V - Vitórias; E - Empates; D - Derrotas; GP – Gols pró; GC – Gols contra; SG – Saldo de gols |                     |                     |                     |                     |                     |                     |                     |                     |                     |

## Principais Artilheiros
| Gols | Jogador      | Clube     |
| ---- | ------------ | --------- |
| 7    | Luís Fabiano | São Paulo |
| 5    | França       | São Paulo |
| 5    | Reinaldo     | Flamengo  |
| 4    | Edílson      | Flamengo  |